# Quatre malfrats pour un casse
Pour plus de détails, voir Fiche technique et Distribution.
Quatre malfrats pour un casse (Assalto al tesoro di stato) est un film italien réalise par Piero Pierotti et sorti en 1967.

## Fiche technique
- Titre original italien : Assalto al tesoro di stato
- Titre français : Quatre malfrats pour un casse
- Réalisation : Piero Pierotti
- Scénario : Gianfranco Clerici, Piero Pierotti
- Musique : Angelo Francesco Lavagnino
- Production : Fortunato Misiano
- Société(s) de production : Romana Film
- Pays d’origine :  Italie
- Langue originale : italien
- Format : couleur (Eastmancolor)
- Genre : action, aventure
- Durée : 90 minutes[2]
- Dates de sortie :
  - Italie : 4 août 1967

## Distribution
- Roger Browne : Johnny Quick
- Anita Sanders : Shanda Lear
- Daniele Vargas : Kaufmann
- Franco Ressel : Elias
- Silvio Laurenzi : petit homme dans l'aéroport
- Sandro Dori : Otto Linnemann
- Dina De Santis : Helga
- Tullio Altamura (en) : Lodz
- Olga Solbelli : Madame Angot
- Antonietta Fiorito
- Angela De Leo
- Lucio Casoria